# Azepina
L'azepina è composto chimico di formula C6H7N.

## Caratteristiche strutturali e fisiche
È un composto organico eterociclico a sette atomi, con un carbonio sostituito da un atomo azoto. Gli atomi sono numerati a partire dall'azoto, pertanto si identificano quattro diverse forme tautomeriche (1H, 2H, 3H e 4H) la cui stabilità diminuisce nell'ordine 3H > 4H >2H > 1H. L'1H-azepina esiste come un olio rosso a −78°C.
| N. di atomi pesanti | 7              |
| Massa monoisotopica | 93,057849228 u |

| Caratteristica                       | Azepina 1H | Azepina 2H | Azepina 3H | Azepina 4H |
| ------------------------------------ | ---------- | ---------- | ---------- | ---------- |
| N. di accettori di legami a idrogeno | 1          | 1          | 1          | 1          |
| N. di donatori di legami a idrogeno  | 1          | -          | -          | -          |
| Superficie polare                    | 12 Å²      | 12,4 Å²    | 12,4 Å²    | 12,4 Å²    |
| LogPow                               | 1,7        | 0,7        | 0,7        | 0,8        |

## Sintesi del composto
La fotolisi dell'azoturo arilico produce molte azepine sostituite e azepinoni attraverso il riarrangiamento e l'espansione dell'anello dei nitreni arilici, in diverse condizioni di reazione. La maggior parte dei prodotti sono sintetizzati sia in condizioni fotochimiche che in diverse condizioni termiche. Diversi scienziati sono stati in grado di sintetizzare l'azepina sostituita a temperatura ambiente.
Nel 2002, è stata portata a termine una reazione simile a una temperatura molto bassa (3K, -270,15°C), ottenendo una resa pari al 60-75% in soluzione acquosa. Tuttavia, la massima resa (75%) è stata ottenuta a 24,85°C, applicando fotolisi a flusso continuo sugli azidi arilici.

## Reattività e caratteristiche chimiche
L'1H-azepina è instabile e ne sono conosciuti pochissimi derivati. In condizioni molto lievi, si isomerizza nella più stabile 3H-azepina tramite il riarrangiamento del doppio legame. È stato osservato che il gruppo elettron-attrattore sull'azoto aumenta la stabilità delle 1H-azepine, probabilmente evitando il ruolo della coppia solitaria di elettroni. Uno dei composti, la 1-(p-bromofenilsulfonil)-1H-azepina, esiste come un anello a sette membri a forma di barca, contenente legami singoli e doppi alternati tra carboni Csp (2)-Csp(2).

### Spettri analitici
- azepina 1H: spettro 1H NMR,[14] 13C NMR ;[15]
- azepina 2H: spettro 13C NMR;[16]
- azepina 3H: spettro 13C NMR[17], spettro GC-MS;[18]

## Applicazioni
Le azepine completamente ridotte e i loro derivati benzoici alchilano e acetilano l'azoto nelle condizioni comunemente impiegate per sintetizzare le ammine secondarie. Vengono utilizzati come scheletro in molti prodotti farmaceutici per il trattamento di malattie cardiache, disturbi neuropsichiatrici, così come nella ricerca di nuove molecole antitumorali oltre che in alcuni prodotti naturali.